# Eosentomon sociale
Eosentomon sociale är en urinsektsart som beskrevs av Bernard 1976. Eosentomon sociale ingår i släktet Eosentomon och familjen trakétrevfotingar. Inga underarter finns listade i Catalogue of Life.